# نفرین فراعنه

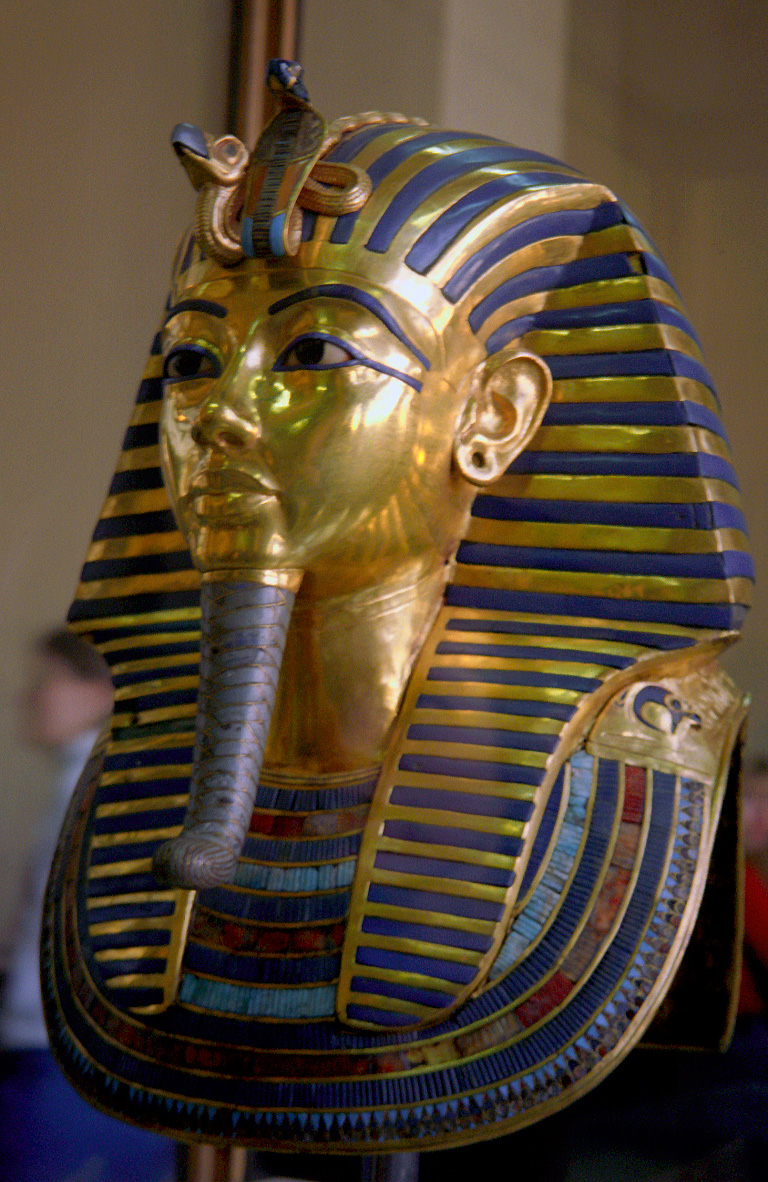
کبرای سلطنتی (اورائوس)، به نمایندگی از الهه محافظ وادجت ، بالای نقاب توت عنخ آمون

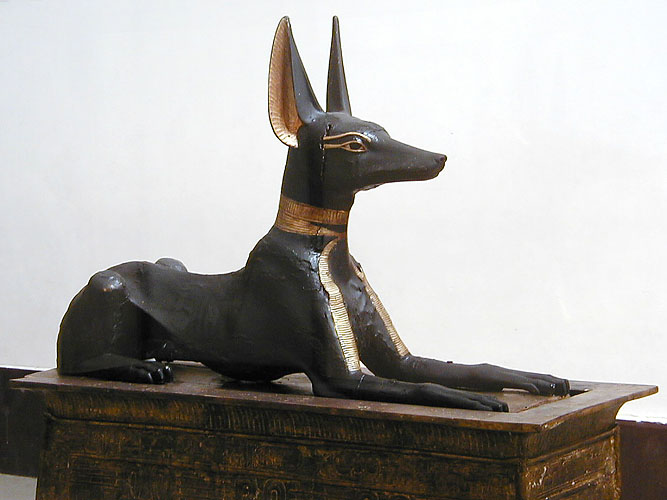
مجسمه آنوبیس که از ورودی اتاق خزانه توت عنخ آمون محافظت می کرد

نفرین فراعنه یا نفرین مومیایی (به انگلیسی: Curse of the Pharaohs) به باور عامیانه‌ای اشاره دارد که بر اساس آن، هر فردی که آرامگاه یک فرعون یا دیگر مومیایی‌های مصری باستان را مورد تجاوز قرار دهد، دچار بدشانسی، بیماری یا مرگ می‌شود. این نفرین، به طور ویژه، متوجه باستان‌شناسان یا دزدان مقبره است و در بسیاری از داستان‌ها و فیلم‌های ترسناک بازتاب یافته است.

## سابقه تاریخی
در مواردی نادر، کتیبه‌هایی با مضمون نفرین در داخل یا بر نمای خارجی مقبره‌ها یافت شده‌اند، اما این نوشته‌ها بیشتر خطاب به کاهنان مقبره بوده‌اند تا آن را پاکیزه نگه دارند، نه برای ترساندن دزدان. نمونه‌ای از این نفرین‌ها در مصطبه «خنتیکا ایکه‌خی» از دودمان ششم مصر باستان دیده می‌شود. در این کتیبه آمده: «هر کسی که وارد این آرامگاه شود... ناپاک... مورد قضاوت قرار خواهد گرفت... گردنش را چون پرنده خواهم گرفت... ترسم را در دل او خواهم انداخت.»

## کشف آرامگاه توت‌عنخ‌آمون
با کشف آرامگاه فرعون نوجوان، توت‌عنخ‌آمون، در سال ۱۹۲۲ توسط هوارد کارتر، باور به نفرین مقبره‌ها شدت یافت. در پی این کشف، لرد کارناروون، حامی مالی پروژه، دچار عفونتی شد که به مرگ او انجامید. مطبوعات آن زمان این اتفاق را به «نفرین فرعون» نسبت دادند. به‌رغم این ادعاها، هیچ نوشته‌ای حاوی نفرین در مقبره یافت نشد و بسیاری از افرادی که در کشف و کاوش مقبره مشارکت داشتند، سال‌ها پس از آن زنده ماندند، از جمله خود کارتر که تا سال ۱۹۳۹ زنده بود.

## نفرین‌های گزارش‌شده
زاهی حواس، مصرشناس مشهور، تجربه‌هایی را روایت کرده که برخی از آنها را ناشی از نفرین مومیایی‌ها می‌داند. به گفتهٔ او، پس از انتقال دو مومیایی کودک از واحه بحریه به موزه، در خواب توسط آن‌ها مورد تعقیب قرار می‌گرفت تا زمانی که مومیایی پدرشان نیز به آن‌ها ملحق شد. وی همچنین در گورستان کارگران اهرام مصر، کتیبه‌ای یافت که در آن آمده بود: «هر کس وارد این آرامگاه شود و در آن شرارت ورزد، ممکن است در آب مورد حملهٔ کروکودیل، و در خشکی هدف مار و عقرب قرار گیرد.»